# Джемайма Монтаг
Джемайма Монтаг (англ. Jemima Montag; нар. 15 лютого 1998) — австралійська легкоатлетка, яка спеціалізується в спортивній ходьбі.

## Спортивні досягнення
Бронзова олімпійська призерка з шосейної ходьби на 20 км (2024).
Учасниця олімпійського шосейного заходу на 20 км на Іграх-2020, в якому посіла 6 місце.
Срібна призерка чемпіонату світу з шосейної ходьби на 20 км (2023).
Чемпіонка Універсіади в командному заліку та срібна призерка Універсіади в індивідуальному заліку з шосейної ходьби на 20 км (2019).
Чемпіонка Ігор Співдружності з ходьби на 10000 м доріжкою стадіону (2018, 2022).
Чемпіонка Океанії з шосейної ходьби на 20 км (2018, 2019, 2020, 2021, 2022, 2024) та з ходьби на 10000 м доріжкою стадіону (2019, 2022).
Чемпіонка Австралії з шосейної ходьби на 20 км (2022, 2023) та ходьби на 10000 м доріжкою стадіону (2022, 2024).
Рекордсменка Океанії з шосейної ходьби на 20 км (1:26.25; 2024).